# Deep Space Systems
Deep Space Systems, Inc (DSS) est une entreprise privée d'aérospatiale américaine dédiée à l'ingénierie des systèmes, soutenant la conception, le développement, l'intégration, les tests et les opérations des véhicules spatiaux scientifiques et d'exploration.  
DSS a été incorporée en 2001 et est basée à Littleton, Colorado, aux États-Unis. Son fondateur et président est Steve Bailey.  
En juin 2020, l'entreprise a fusionné avec Adcole (en) pour former Redwire (en),.

## Aperçu
Les spécialités de DSS sont l'ingénierie des systèmes, la conception de véhicules spatiaux, le développement, l'intégration et les tests, les opérations de mission en espace lointain, ainsi que les caméras haute définition qualifiées pour l'espace. En 2006, Lockheed Martin a remporté le contrat pour le véhicule spatial Orion avec la collaboration de Deep Space Systems, et en 2009, DSS a été nommé Sous-traitant de l'année pour les petites entreprises du Centre spatial Johnson de la NASA, pour son travail sur le système d'avionique d'Orion. Bien que la collaboration avec Lockheed Martin soit essentielle aux activités de l'entreprise, Deep Space Systems s'est diversifiée avec le développement de caméras prêtes pour les satellites.  
Le 29 novembre 2018, Deep Space Systems a été inclus dans le programme des Commercial Lunar Payload Services (CLPS) par la NASA, ce qui le rend éligible pour soumissionner des contrats de livraison de charges utiles scientifiques et technologiques vers la Lune, pour une valeur de 2,6 milliards de dollars sur 10 ans,. DSS est désormais considéré comme un "entrepreneur principal" pour le programme CLPS de la NASA, et DSS peut sous-traiter des projets à d'autres entreprises de leur choix. Selon la NASA, Deep Space Systems proposera un petit rover lunaire commercial en 2019 pour transporter des charges utiles scientifiques, en plus de leurs services de conception et de développement pour le programme. DSS travaille également sur un concept d'atterrisseur axé sur la reconnaissance des ressources lunaires du pôle sud.